# Referéndum constitucional de la República de China de 2022
Se celebró un referéndum constitucional en la República de China el 26 de noviembre de 2022. Con 5,6 millones de votantes a favor, 5 millones en oposición y el seis por ciento de los votantes emitiendo votos inválidos, el referéndum fracasó.
La enmienda fue rechazada después de que el número de votos a favor de la moción no llegara al umbral de la mitad de los votantes elegibles (9,619,696).

## Trasfondo
Hubo varios esfuerzos y debates previos para reducir la edad para votar y las edades mínimas relacionadas de 20 a 18 años. Los movimientos incrementales exitosos incluyeron un conjunto de enmiendas a la Ley de Referéndum aprobada en diciembre de 2017, una de las cuales permitió a los jóvenes de dieciocho años votar en referéndums no constitucionales. En agosto de 2020, el Yuan Ejecutivo propuso formalmente que la mayoría de edad se redujera de 20 a 18 años. Posteriormente, el Yuan Legislativo aprobó enmiendas relacionadas al Código Civil de la República de China en diciembre de 2020.
Los intentos anteriores de reducir la edad para votar incluyeron específicamente un proyecto de ley propuesto por la bancada legislativa del Kuomintang en marzo de 2020. El 18 de enero de 2022, el Comité de Enmienda Constitucional de la legislatura revisó y aprobó un proyecto de ley patrocinado conjuntamente por el Partido Democrático Progresista, Partido del Nuevo Poder y Partido del Pueblo de Taiwán. El referéndum fue necesario después de que el Yuan Legislativo votara 109-0 el 25 de marzo de 2022 para reducir la edad para votar y la edad para presentarse a las elecciones a 18 años. Cuatro legisladores no asistieron a la votación. Ocho grupos de derechos de la juventud y organizaciones no gubernamentales formaron una coalición para abogar por la aprobación del proyecto de ley. Los partidarios del proyecto de ley habían utilizado el hashtag #votefor18 al discutir el proyecto de ley en línea. El día de la votación, varios estudiantes de secundaria se reunieron fuera del Yuan Legislativo, vitoreando cuando se aprobó el proyecto de ley.
El sufragio es un derecho garantizado en la Constitución de la República de China a los ciudadanos mayores de 20 años, y el derecho a presentarse a las elecciones está garantizado a los ciudadanos mayores de 23 años (excepto en los casos señalados en la Constitución y en la Elección de Funcionarios Públicos y Ley de Revocación). Según los artículos adicionales de la Constitución , después de que se haya aprobado una votación a favor de una enmienda constitucional con al menos una mayoría calificada de tres cuartos de un quórum de tres cuartos en el Yuan Legislativo, la enmienda debe someterse a votación mediante referéndum dentro de un plazo de tres meses seis meses después del anuncio público. La mitad de todos los votantes elegibles (~9,65 millones) deben votar por la propuesta de referéndum para que se apruebe. Aunque la Ley de Referéndum permite que los ciudadanos mayores de 18 años voten en los referéndums, los ciudadanos menores de 20 años no pueden participar en el referéndum sobre la edad para votar porque la edad para votar en los referéndums sobre enmiendas constitucionales se describe en la Constitución.
Dado que los artículos adicionales de la Constitución se modificaron por última vez en 2005, esta es la primera vez que se intentará ratificar una enmienda constitucional mediante referéndum.

## Programación y votación del referéndum
La Comisión Electoral Central anunció el 15 de abril de 2022 que el referéndum se celebraría simultáneamente con las elecciones locales del 26 de noviembre.